# Pullis
Pullis (finska: Pulli) är en by i Lojo i det finländska landskapet Nyland. Byn har fått sitt namn från Pullis gård, ett gammalt rusthåll som bildades på 1500-talet. I Pullis finns en grundskola med cirka 57 elever och 3 lärare. Skolan grundades år 1906 och förutom skolverksamhet ordnas bland annat konserter och olika evenemang i skolan. Man kan även hyra skolans idrottssal för sportaktiviteter. Institutet Hiiden opisto ordnar kurser i Pullis skola. I Pullis finns en aktiv byförening, Väänteenjön alueen kyläyhdistys ry.